# Схід «Чорного Місяця»
«Схід „Чорного Місяця“» (англ. Black Moon Rising) — американський бойовик 1986 року режисера Гарлі Кокліса.

## Сюжет
Уряд наймає Квінта, щоб той викрав магнітофонний запис з важливими показами свідків про фінансові махінації. Спроба викрасти касету з офісу компанії виявилася невдалою, за Квінтом починається переслідування. Намагаючись втекти, він ховає касету в секретний прототип автомобіля, під назвою — «Чорний місяць». Цей автомобіль пізніше викрадає професійна викрадачка автівок — Ніна. Квінт починає переслідувати її і в решті опиняється біля великої будівлі, в якій вона зникає. Тепер йому треба починати все з початку.

## У ролях
| Актор              | Роль                     |
| ------------------ | ------------------------ |
| Томмі Лі Джонс     | Квінт                    |
| Лінда Гамільтон    | Ніна                     |
| Роберт Вон         | Райленд                  |
| Річард Джекел      | Ерл Віндом               |
| Лі Вінг            | Рінгер                   |
| Бубба Сміт         | Джонсон                  |
| Ден Шор            | Біллі Лайонс             |
| Вільям Сандерсон   | Тік Тейден               |
| Кінан Вінн         | Айрон Джон               |
| Нік Кассаветіс     | Луї                      |
| Річард Ангарола    | доктор Мелато            |
| Дон Кіт Оппер      | Еміль Френч              |
| Вільям Маркес      | Рейносо                  |
| Девід Прессман     | грабіжник в магазині     |
| Стенлі ДеСантіс    | бабій                    |
| Едвард Пароне      | містер Еміліо            |
| Аль Вайт           | наладчик                 |
| Білл Муді          | людина у вітровці        |
| Таунсенд Коулмен   | офіціант                 |
| Далтон Кеті        | метрдотель               |
| Френк Дент         | технік 1                 |
| Стів Фіфілд        | технік 2                 |
| Дейв Адамс         | бригадир                 |
| Лана Ланкастер     | секретар Райленда        |
| Енріке Кастільо    | механік 1                |
| Петерсон Бенкс     | механік 2                |
| Руді Деніелс       | офіцер                   |
| Карл Кіарфаліо     | помічник Рінгера 1       |
| Дон Пулфорд        | помічник Рінгера 2       |
| Вінсент Пандоліано | Man in Cul-De-Sac        |
| Ліза Лондон        | руда дівчина на заправці |
| Даг МакГ'ю         | охоронець казино 1       |
| Ерік Трулес        | охоронець казино 2       |